# Anthrax cypris
Anthrax cypris är en tvåvingeart som först beskrevs av Johann Wilhelm Meigen 1820.  Anthrax cypris ingår i släktet Anthrax och familjen svävflugor. Inga underarter finns listade i Catalogue of Life.